# Granite
株式会社Granite (グラナイト) は、東京都港区に本社を置くコンテンツ制作会社・音楽事務所である。
音楽コンテンツの制作やアーティストのマネジメント業務、キャスティング業務を行っている。

## 沿革
2021年
- 1月25日、 東京ガールズコレクションのプロデューサーをしていた代表が独立し、起業。

その後、クリエイティブブティックRANdeVoO、クリエイターエージェンシーR11Rが株主となり、共同で事業を展開。
- 4月1日、所属アーティスト第1弾としてこはならむがGraniteに加入。

## マネジメントアーティスト
- こはならむ

## コンテンツ制作
- YouTubeドラマ『DISTORTION GIRL』[1] - 企画制作・キャスティング

- TikTok HALLOWEEN JAPAN - 企画制作
- キミの音楽 powered by smash.[2] - 企画制作・キャスティング
- Canon × SHIBUYA109  Presents PowerShot PICK - 企画制作・キャスティング
- フレデリック「名悪役」バーティカルMV - 企画制作
- 24時間TikTok LIVE 2021[3] - 企画制作・キャスティング
- THE ORAL CIGARETTES「Red Criminal」バーティカルMV - 企画制作
- SNSドラマ『対決落語』[4] - 企画制作・キャスティング
- SHE’S「Take It Easy」バーティカルMV - 企画制作
- YouTubeドラマ『add9 Code』[5] - 企画制作・キャスティング
- THE ORAL CIGARETTES「MACHINEGUN」バーティカルMV - 企画制作